# Zbór Kościoła Adwentystów Dnia Siódmego w Zduńskiej Woli

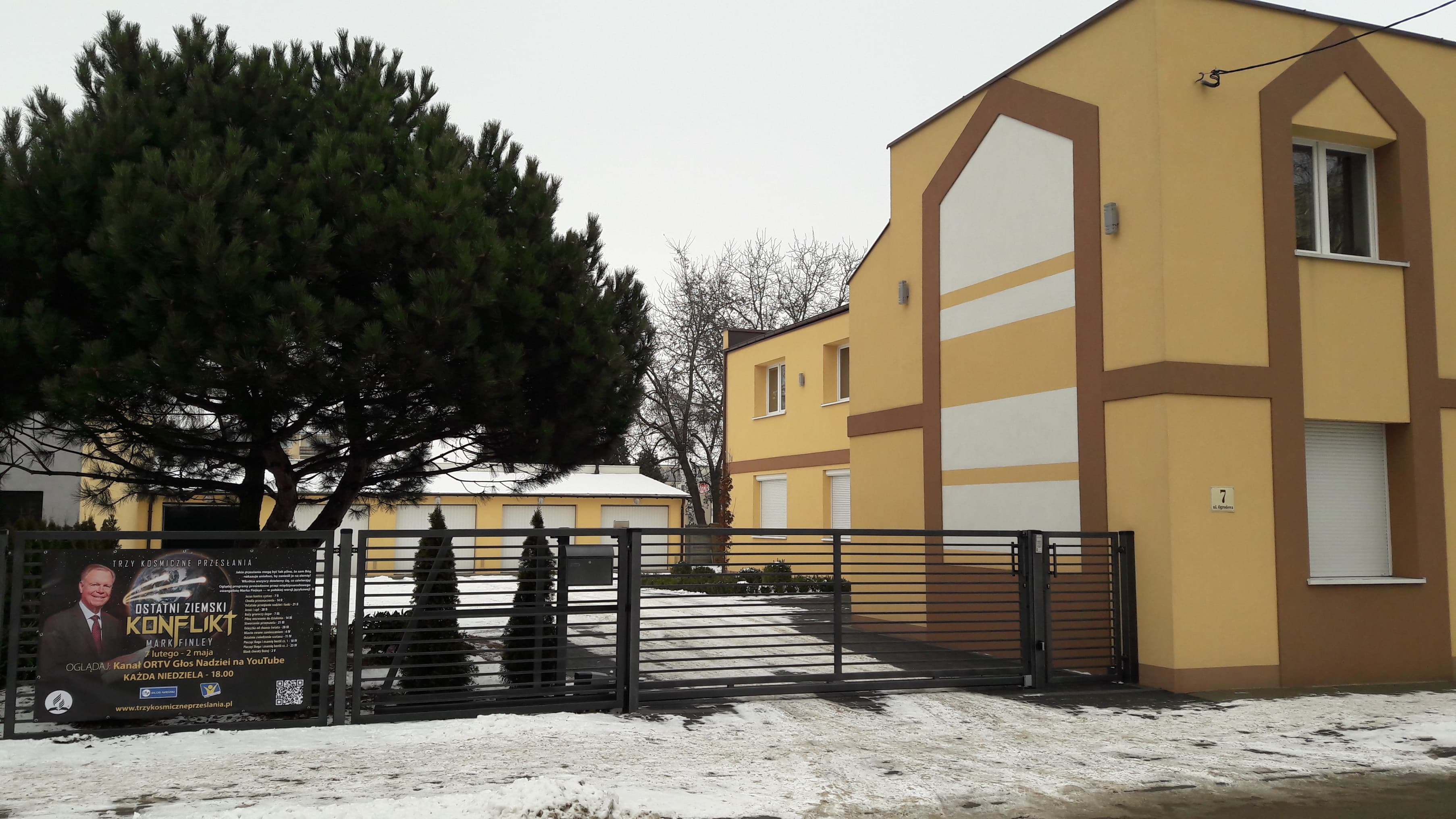

Zbór Kościoła Adwentystów Dnia Siódmego w Zduńskiej Woli – zbór adwentystyczny w Zduńskiej Woli, należący do okręgu łódzkiego diecezji wschodniej Kościoła Adwentystów Dnia Siódmego w RP. Adwentyści obecni byli już w Zduńskiej Woli w roku 1967, jednak Dom Modlitwy Kościoła Adwentystów Dnia Siódmego, zawiązał się 26 marca 1988 roku, a ówczesnym pastorem był Zbigniew Makarewicz.
Pastorem zboru jest kazn. Mirosław Karauda. Nabożeństwa odbywają w kościele przy ul. Ogrodowej 7 każdej soboty od godz. 10.00